# الکساندر بندورا
الکساندر بندورا (اوکراینی: Олександр Вікторович Бандура؛ زادهٔ ۳۰ مهٔ ۱۹۸۶) بازیکن فوتبال اهل اوکراین است.
از باشگاه‌هایی که در آن بازی کرده‌است می‌توان به باشگاه فوتبال تاوریا سیمفروپول، باشگاه فوتبال متالورگ دونتسک، و باشگاه فوتبال استال کامیانسکه اشاره کرد.